# Antoni Zanoguera Rubí
Antoni Zanoguera Rubí (Llucmajor, 1916 - 1993) fou un polític conservador mallorquí.
Provinent del món de la pagesia, Zanoguera fou president de la Cambra Agrària Interinsular de les Illes Balears, regidor de l'Ajuntament de Llucmajor essent batle Gabriel Ramon i batle de Llucmajor entre 1983 i 1987 amb la coalició AP-PDP-UL formada per Alianza Popular, el Partit Demòcrata Popular i Unió Liberal, gràcies a un pacte amb Unió Mallorquina (UM). Durant el seu mandat finalitzà la construcció de la residència de la 3a edat a Llucmajor, construí el centre de salut i instal·là l'enllumenat a les rondes de Llucmajor. El 1987 es retirà de la política.